# Булич, Ерко
Ерко Булич (хорв. Jerko Bulić; 25 сентября 1924, Дубровник — 11 июня 2008, Дубровник) — югославский легкоатлет, выступавший в беге на средние дистанции. Участник летних Олимпийских игр 1948 года.

## Биография
Ерко Булич родился 25 сентября 1924 года в югославском городе Дубровник (сейчас в Хорватии). 
Выступал в легкоатлетических соревнованиях за ХАШК, «Славию» и «Динамо» из Загреба.
В 1948 году вошёл в состав сборной Югославии на летних Олимпийских играх в Лондоне. В эстафете 4х400 метров сборная Югославии, за которую также выступали Марко Рачич, Александар Чосич и Звонко Саболович, заняла 4-е место в полуфинале, показав результат 3 минуты 25,4 секунды и уступив 4,4 секунды попавшей в финал со 2-го места команде Швеции. Также был заявлен в беге на 400 метров, но не вышел на старт.
Умер 11 июня 2008 года в Дубровнике.

## Личный рекорд
- Бег на 400 метров — 50,2 (1949)[4]